# Wüsthof (Unternehmen)

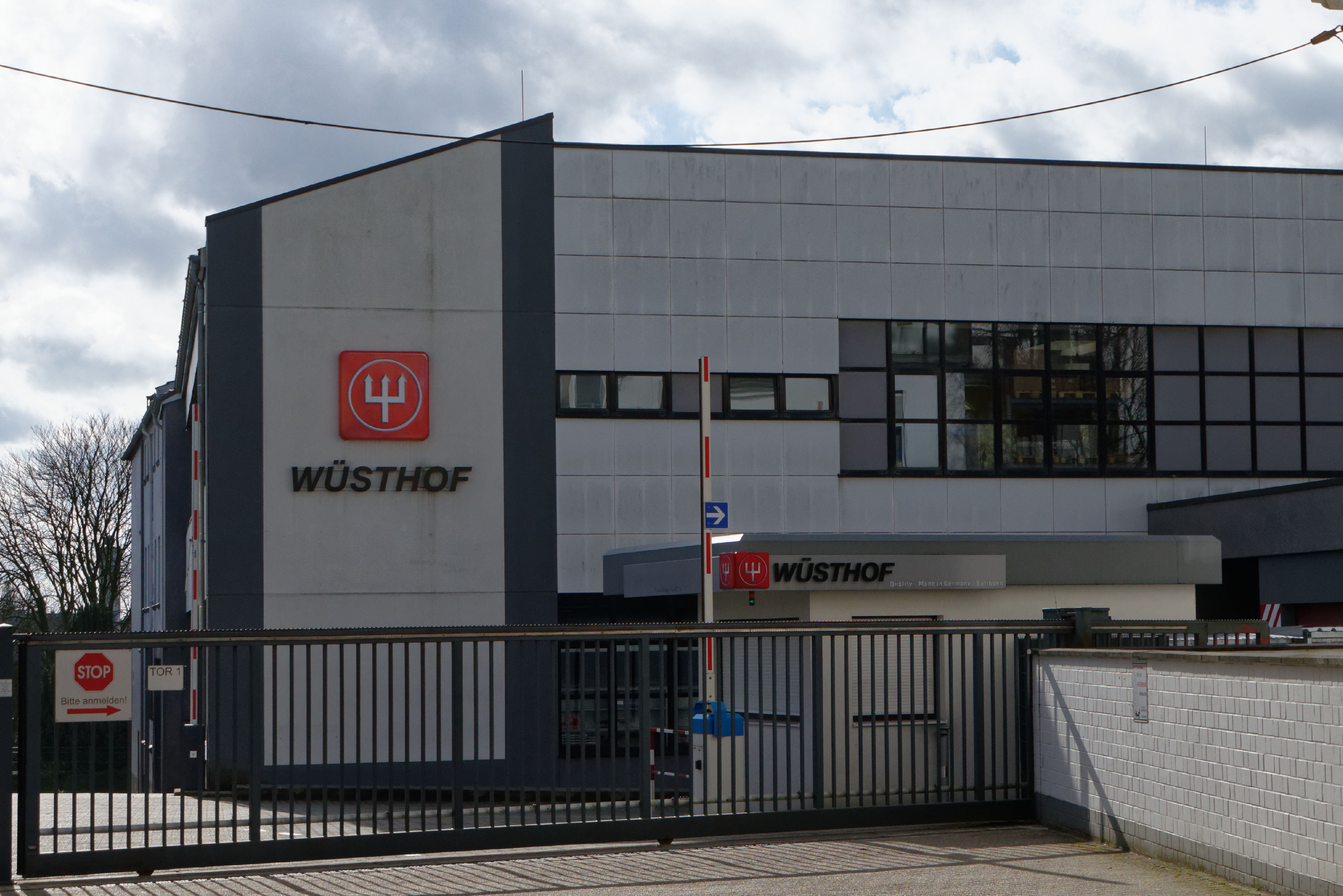
Einfahrt Wüsthof an der Kronprinzenstraße

Die Wüsthof GmbH ist ein Schneidwaren produzierendes Familienunternehmen mit Sitz in Solingen. Das von der Gründerfamilie mittlerweile in siebter Generation geführte Unternehmen ist in erster Linie auf geschmiedete Küchenmesser im mittleren und gehobenen Preissegment spezialisiert. Produkte der Marke Wüsthof werden in über 80 Ländern vertrieben, der Export macht den Löwenanteil am Umsatz aus.
Über 90 % der Produkte, darunter alle Messer von Wüsthof, werden nach eigenen Angaben am Standort Solingen in Deutschland hergestellt. Wüsthof beschäftigte 2018 weltweit rund 480 Mitarbeiter, davon etwa 400 in Solingen.

## Geschichte
Die von Johann Abraham Wüsthof (1779–1839) betriebene Abr. Wüsthof Scheerenfabrik, Staal- und Eisenwaren im Weinsbergtal bei Höhscheid (heute zu Solingen) wurde 1814 erstmals in einem lokalen Adressbuch erwähnt; bereits Johann Abrahams Vater Johann Wilhelm Wüsthof arbeitete als Schleifermeister. Die Produkte des Unternehmens wurden zunächst im Wüsthofskotten im Weinsbergtal geschliffen, der auch nach der Familie benannt wurde.:41f. 1832 verlegte Johann Abraham Wüsthof seinen Wohn- und Arbeitssitz nach Höfchen bei Widdert, ebenfalls ein Stadtteil von Solingen. Sein Sohn Eduard Wüsthof (1817–1876) übernahm 1839 das Familienunternehmen und etablierte die Herstellung von Taschenmessern als zweites Standbein neben der Scherenproduktion. 1869 wurde die Firma Eduard Wüsthof unter der Bezeichnung „Fabrik & Lager aller Sorten geschmiedeten Scheeren, Taschen-, Feder-, & Dolchmesser, Tischmesser und Gabel, Brod-, Gemüse- u. Schlachtmesser etc“ im Elberfelder Firmenregister eingetragen.
Eduards Söhne Robert (1858–1914) und Eduard (1856–1936) führten das Familienunternehmen in vierter Generation. Sie erwarben das heutige Firmengelände an der Kronprinzenstraße und errichteten dort ein zweigeschossiges Fabrikgebäude sowie die heute noch erhaltene Doppelvilla. 1881 knüpfte Robert Wüsthof auf einer Geschäftsreise nach New York, zu deren Finanzierung der alte Besitz in Höfchen veräußert wurde, erste Handelsbeziehungen in die USA. Wüsthof präsentierte seine Produkte mit Erfolg auf nationalen und internationalen Handelsausstellungen, etwa mit einem eigenen Pavillon auf der Industrie- und Gewerbeausstellung Düsseldorf 1902. 1914 übernahm Robert Wüsthofs Sohn Robert (1887–1967) die Leitung der Firma. In den 1930er Jahren wurde die Messerproduktion auf rostfreien Stahl umgestellt.
1960 übernahmen Eduard Robert (1918–1975) und Wolfgang Wüsthof (1935) die Leitung des Unternehmens. In den 1970er Jahren erfolgte angesichts veralteter, überwiegend manueller Produktionsanlagen eine Umgestaltung des Unternehmens. Die Herstellung von Taschenmessern, Scheren und Besteck wurde eingestellt, und Wüsthof spezialisierte sich auf Messer für Haushalt und Beruf. Bei laufender Produktion wurde über zehn Jahre eine neue Fabrik mit teilautomatisierten Fertigungsstraßen errichtet. 1986 wurde dort der erste Roboter installiert.
1987 gründete Wüsthof eine Tochtergesellschaft im wichtigsten Exportmarkt USA, die Wusthof-Trident of America Inc. 2012 wurde die Tochtergesellschaft Wusthof-Trident of Canada gegründet.
Die zweite Produktionsstätte des Unternehmens im Solinger Industriegebiet Lindgesfeld nahm 2003 den Betrieb auf; 2014 wurde dort ein weiteres Werk eröffnet. Harald Wüsthof, der Sohn von Eduard Robert, wurde 2005 geschäftsführender Gesellschafter. 2014 übernahm Wolfgang Wüsthofs Tochter Viola ebenfalls einen Posten in der Geschäftsführung.

### Geschichte des Warenzeichens
Vor 1895 kennzeichnete Wüsthof seine Produkte mit zwei gekreuzten Pfeilen. Im Mai 1895 wurde der heute noch verwendete Dreizack beim Kaiserlichen Patentamt in Berlin als Warenzeichen von Wüsthof eingetragen. Das Logo, seit 1967 ein weißer Dreizack im weißen Kreis auf rotem Grund, wurde bis heute mehrfach in Details überarbeitet und ist seit 2018 ein roter Dreizack im roten Kreis.
 
Heute ist das Wüsthof-Logo in nahezu allen Ländern gesetzlich geschützt.

## Geschäftstätigkeit
Wüsthof betreibt in Solingen drei Werke an den Standorten Kronprinzenstraße und Lindgesfeld sowie eine Entwicklungsabteilung. Hier werden nach eigenen Angaben über 90 % der Produkte des Unternehmens in nahezu vollständiger Wertschöpfung entwickelt und gefertigt.
Das Vertriebsnetzwerk des Unternehmens umfasst über 80 Länder. In den USA und Kanada unterhält Wüsthof eigene Vertriebsgesellschaften. Hauptsitz der US-amerikanischen Vertriebsgesellschaft Wusthof Trident of America Inc. (WUSA) ist Norwalk, Connecticut. Die kanadische Vertriebsgesellschaft Wusthof Trident of Canada (WCAN) hat ihren Sitz in Ottawa.

### Produktion
Messer von Wüsthof werden heute überwiegend durch automatisierte Fertigungssysteme hergestellt, wobei Arbeitsschritte wie das Nachbearbeiten von Kanten und Griffoberflächen oder der Feinabzug der Klingen am nassen Schleifstein weiterhin in Handarbeit erfolgen.

Im Unternehmen sind über 100 Industrieroboter im Einsatz.
Wüsthof produziert überwiegend geschmiedete sowie einige lasergeschnittene Messerserien. Deren Fertigung unterscheidet sich hinsichtlich der Schritte zur Herstellung des Messerrohlings. Bei der Herstellung eines geschmiedeten Messers wird durch Kompression in der Gesenkschmiede bei rund 1200° Celsius aus einem Stück Edelstahl die Form des Klingenrohlings mit dem Kropf, einer Verdickung zwischen Klinge und Griff, erzeugt. Die Klingenrohlinge der lasergeschnittenen Messer werden mit einem Präzisionslaser aus einer Edelstahlplatte geschnitten. Der Fertigungsprozess der geschmiedeten Messer umfasst entsprechend rund 55 Arbeitsschritte, der der geschnittenen Messer rund 35 Arbeitsschritte.
Die Messerrohlinge werden bei rund 1050° Celsius je nach Einsatzzweck in der Regel auf rund 58 Rockwell gehärtet und durchlaufen im Anschluss das mehrstufige Schleifen und Pliesten (Feinschliff) der Klingen. An die Montage der Griffe und mehrere Schritte zur Kanten- und Oberflächenbearbeitung schließt sich das von Wüsthof entwickelte lasergesteuerte Schärfverfahren PEtec an. Dabei wird jede Klinge einzeln vermessen, um den optimalen Abzugswinkel zu ermitteln, und am nassen Stein auf einen Winkel von 28 Grad geschärft.
Alle Wüsthof-Messer werden aus einem einzigen Stück rostfreiem Chrom-Molybdän-Vanadium-Stahl geschmiedet. Die in die Klingen eingravierte Formel X50CrMoV15 ist in der europäischen Norm EN 10027 die Werkstoffkurzbezeichnung dieses hochlegierten Stahls, seine Werkstoffnummer ist 1.4116. Die Legierung enthält 0,5 % Kohlenstoff, 15 % Chrom sowie nicht näher spezifizierte kleinere Mengen von Molybdän und Vanadium.

### Produkte

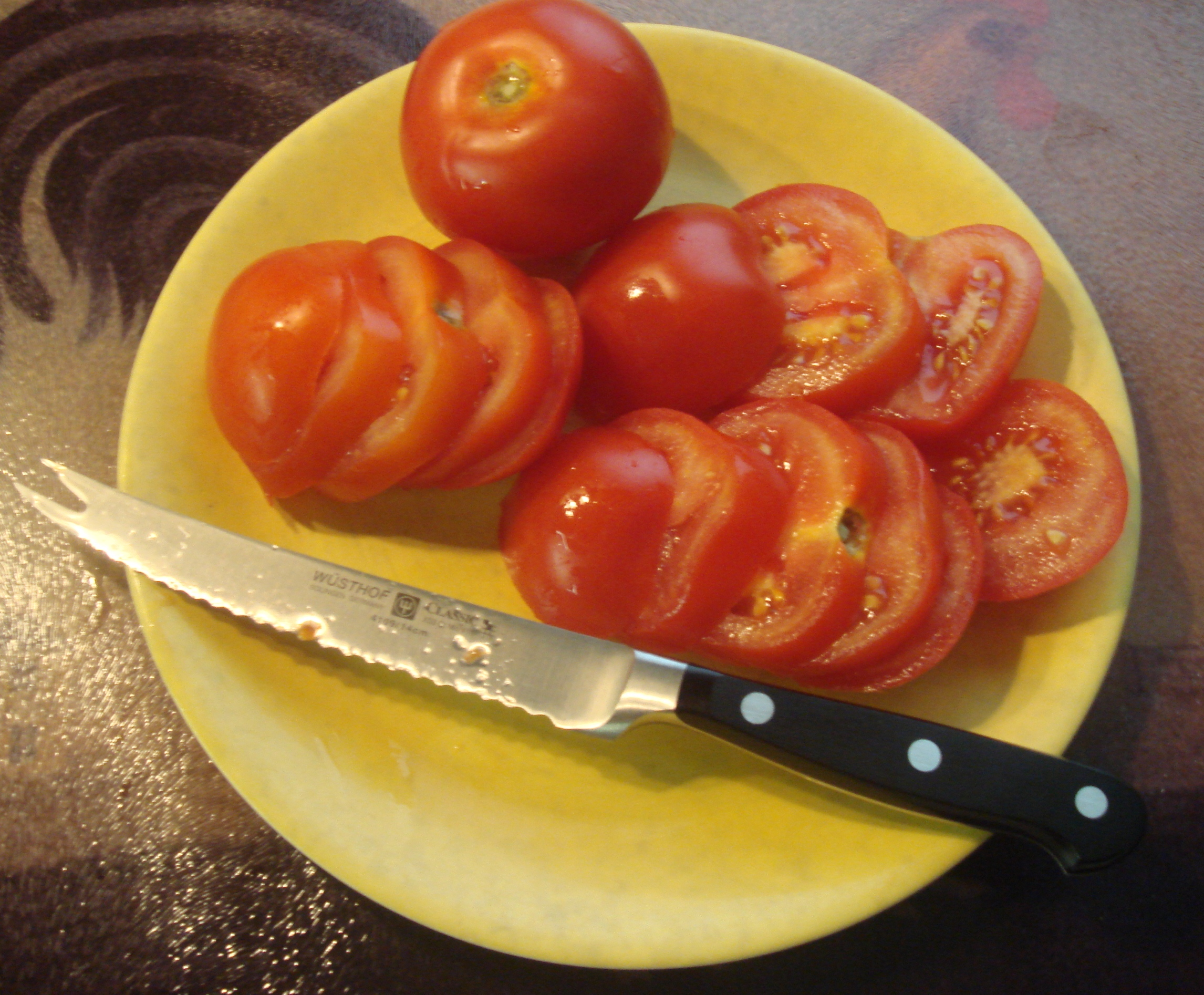
Classic-Serie Tomaten-Messer

Das Messersortiment von Wüsthof umfasst im Jahr 2019 sechs geschmiedeten Serien sowie drei gelaserte Serien Gourmet, Silverpoint und Urban Farmer mit insgesamt rund 350 verschiedenen Messermodellen.
Zur 2019 neu eingeführten Serie Urban Farmer gehören auch ein Erntemesser und eine Machete.
Neben überwiegend für den Einsatz in der Küche bestimmten Messern bietet Wüsthof Artikel zur Aufbewahrung, zum Schärfen von Messern sowie Schneidbretter- und -unterlagen aus Holz bzw. Kunststoff an.

### Sponsoring
Wüsthof ist Partner des Verbandes der Köche Deutschlands, der All Japan Chefs Association und weiterer internationaler Kochverbände und damit offizieller Ausstatter unter anderem der deutschen und der japanischen Köche-Nationalmannschaften.

## Vermarktung und Auszeichnungen
Wüsthof wird weltweit als Hersteller von Kochmessern  wahrgenommen, der Export hat einen Anteil von 80 % am Umsatz.
In den Jahren von 2008 bis 2016 wurde die Ed. Wüsthof Dreizackwerk KG auf der internationalen Fachmesse Ambiente in Frankfurt vom Fachkreis Hausrat/GPK (FHG) im Zentralverband Hartwarenhandel e. V. zum besten Partner des Fachhandels  im Bereich „Hausrat“ gekürt.
Von 1998 bis 2018 belegte die Firma bei der alle zwei Jahre stattfindenden Wahl zum „Superpartner“ (seit 2018 „Bestpartner“
) des Fachverbandes Gastronomie- und Großküchen-Ausstattung e. V. (GGKA) durchweg den 1. Platz.